# 2-й Краинский корпус

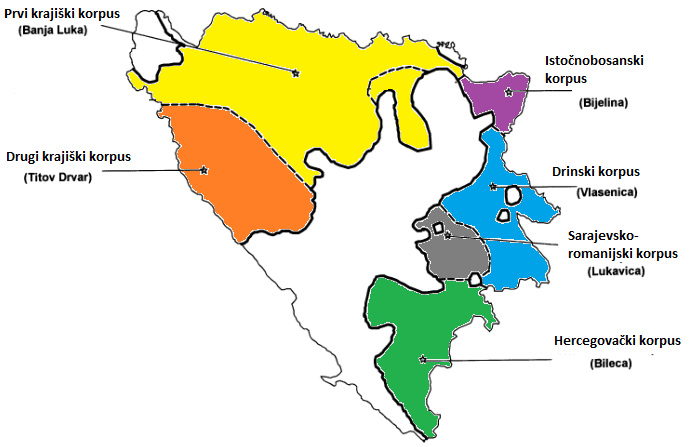
Зоны ответственности корпусов Армии РС. Зона ответственности 2-го корпуса выделена оранжевым цветом

2-й Краинский корпус  (серб. Други крајишки корпус Војске Републике Српске) — армейский корпус в составе Вооруженных сил Республики Сербской. Он был сформирован по приказанию Главного Штаба ВРС 19 мая 1992 года на основе подразделений бывшего 10-го корпуса 2-й Военной области ЮНА. Командовал корпусом генерал-майор Груйо Борич, затем полковник Радивое Томанич. Расположенный в Дрваре штаб возглавлял полковник Душан Кукобат. Численность корпуса в начале боевого пути составляла 11 500 бойцов. В зону ответственности корпуса входили 16 общин, расположенных на западе Боснии и Герцеговины.
На вооружении корпуса находились 60 танков, 30 БТР, 20 орудий калибра 130-мм, 6 гаубиц Д-30Ј, 4 РСЗО «Пламен», 4 РСЗО «Огањ»

## Структура
Состав корпуса:
- штаб
- 1-я Дрварская легкопехотная бригада под командованием полковников Пане Матича и Милана Дубайича
- 1-я Новиградская пехотная бригада под командованием подполковника Ранко Дабича
- 3-я Петровацкая легкопехотная бригада под командованием подполковника Мичо Джапы
- 5-я Гламочская легкопехотная бригада под командованием подполковника Живко Петровича
- 7-я Купреская моторизованная бригада под командованием подполковника Божидара Ракича и полковника Драго Самарджии
- 9-я Граховская легкопехотная бригада под командованием подполковников Милорада Вулина и Божидара Ракича
- 11-я Крупская легкопехотная бригада под командованием подполковника Йована Остойича и майора Ранко Милятовича
- 15-я Бихачская легкопехотная бригада под командованием подполковника Милоша Бабича и полковника Ратко Шкрбича
- 17-я Ключская легкопехотная бригада под командованием подполковника Драго Самарджии, майора Велимира Кеваца и подполковника Вукашина Родича
- 2-й смешанный артиллерийский полк[серб.] под командованием подполковника Симо Деспанича и полковника Светко Мрджи
- 2-й смешанный противотанковый артиллерийский полк
- 2-й легкий артиллерийский полк ПВО[серб.] под командованием капитана Неделько Игнятича
- 2-й инженерный полк[серб.] под командованием майора Раде Новаковича
- 2-й батальон военной полиции
- 2-й батальон связи
- 2-й медицинский батальон под командованием полковника Славолюба Марковича
- 2-й разведывательно-диверсионный отряд «Орлы Грмеча» под командованием Миле Шушлика
- 21-й отдельный бронетанковый батальон
- 172-й автотранспортный батальон